# El ángel de lo raro
El ángel de lo raro (título original en inglés: "The Angel of the Odd"), también conocido como El ángel de lo singular, es un cuento de humor y sátira del escritor estadounidense Edgar Allan Poe publicado por primera vez en 1844.

## Argumento

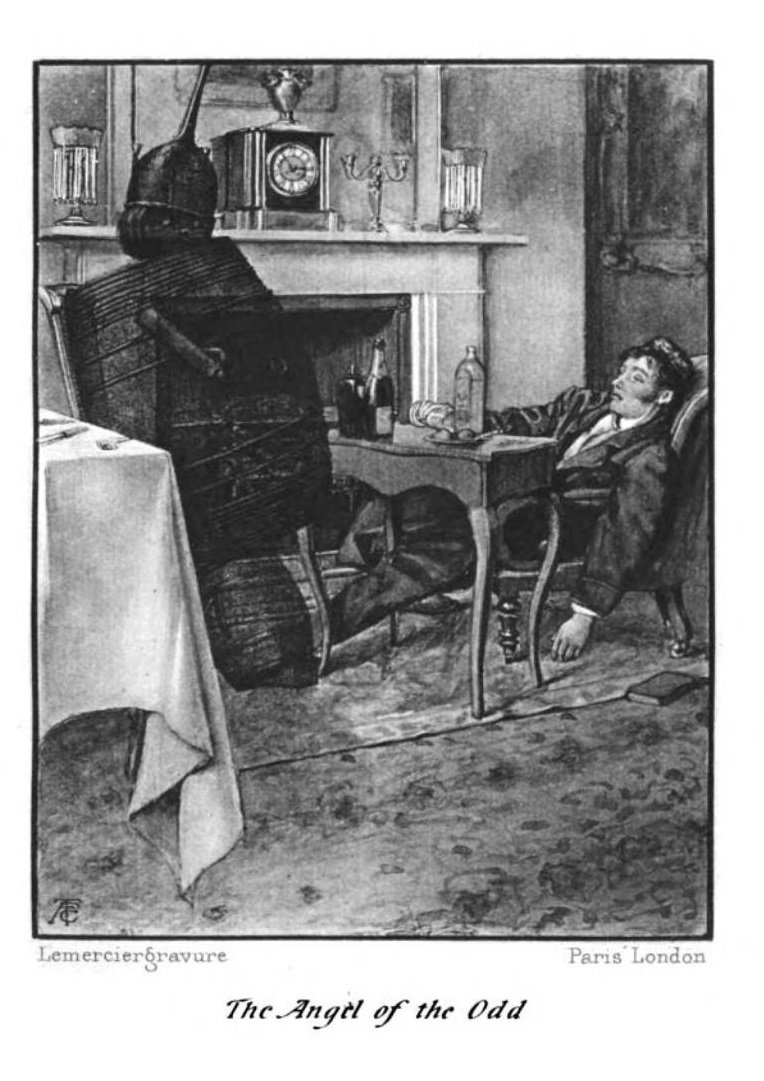
Ilustración en The Works of Edgar Allan Poe. Philadelphia: J. B. Lippincott, 1895: vol. IV: p. 66.

La historia sigue a un narrador sin nombre que lee una historia sobre un hombre que murió después de que accidentalmente se tragara una aguja y ésta fuera hasta sus pulmones. Éste se enfurece de la credulidad de la humanidad para creer semejantes patrañas y jura que nunca caerá en esas historias raras. Justo en ese momento, una extraña criatura de aspecto hecha de barriles y botellas de vino aparece. La criatura se anuncia en un fuerte acento que él es el ángel de lo raro - y que es responsable de causar estos extraños sucesos.
El hombre, convencido, expulsa al ángel y toma una siesta inducida por el alcohol. En lugar de una siesta de 25 minutos, se despierta dos horas más tarde, después de haber faltado a una cita para renovar su seguro contra incendios. Irónicamente, su casa se ha incendiado y su única salida es una ventana usando una escalera de mano. A medida que se baja, un cerdo se frota contra la escalera, haciendo que el narrador caiga y se fracture el brazo.
Más tarde, los intentos del narrador en cortejar a una mujer rica para ser su esposa resultaron en un fracaso cuando al final se da cuenta de que él está usando una peluca porque su cabello se había quemado en el incendio. Entonces, trata de cortejar a otra mujer que también lo deja, burlándose de él por hacer caso omiso de ella mientras pasa. En realidad, una partícula se le había metido en el ojo, cegándolo momentáneamente, en el momento que pasó.
Finalmente, el narrador decide que su mala suerte es motivo para poner fin a su vida y decide suicidarse ahogándose en un río después de quitarse la ropa ("porque esto no es una razón por la que no se puede morir como nacimos", dice). Sin embargo, un cuervo se va con "la parte más indispensable" de sus ropas y el hombre corre tras él. En ese momento, se lanza hacia un precipicio, sin embargo, se agarró a la cuerda larga de un globo de aire caliente que pasaba flotando. El ángel de lo raro vuelve a aparecer a él y le hace admitir que la extraña realidad que puede suceder. El narrador está de acuerdo, pero es incapaz de realizar físicamente la promesa de que el ángel de lo raro sea la causa de su fractura en el brazo. El ángel entonces corta la cuerda y el hombre cae en su casa recién reconstruida a través de la chimenea y al comedor. El hombre se da cuenta de esto fue su castigo y finalmente dice que "de éste modo se vengó el ángel de lo raro".

## Alusiones
El párrafo introductorio alude a la historia (por el apellido solamente) a varios autores, en particular a Glover y Wilkie. La historia también se refiere a "Curiosidades de la Literatura", de Rufus Wilmot Griswold y a "Isabel, o Sicilia, una Peregrinación", por Henry Theodore Tuckerman.

## Análisis
La historia es especialmente interesante, ya que fue publicado sólo seis meses después del propio gran engaño de Poe, El Engaño del Globo, que muchos creyeron que era cierto a pesar de sus elementos.
El ángel habla con un dialecto peculiar, que el biógrafo de Poe, Arthur Hobson Quinn dijo que "no se hablaba en cualquier parte del mundo".

## Historia de la publicación
"El ángel de lo raro" fue publicado por primera vez en la revista Columbian Magazine en abril de 1844. Su título completo original era "El ángel de lo raro: Un gran espectáculo".